# Neuhaara
Neuhaara war ein bis 1924 selbständiges Dorf im Landkreis Zwickau, Freistaat Sachsen, und gehört heute zur Stadt Wilkau-Haßlau. Bedeutung erhielt der Ort mit der Industrialisierung im ausgehenden 19. Jahrhundert, als die erste bedeutsame Bebauung stattfand. Begünstigt wurde die Entwicklung vor allem durch die gute Verkehrsanbindung entlang der Kirchberger Straße und die 1881 eröffnete Schmalspurbahn Wilkau–Kirchberg.

## Geschichte
Neuhaara ist eine Gemarkung in der Stadt Wilkau-Haßlau. Die Bezeichnung geht auf das frühere Dorf Neuhaara zurück, das im Jahr 1924 gemeinsam mit dem Ort Haara in die Gemeinde Wilkau eingegliedert wurde. Neuhaara bildete damals die südlichste Gemarkung der Gemeinde Wilkau und grenzte weiterhin an das Dorf Culitzsch an. Am 1. Mai 1934 ging der Ort Neuhaara gemeinsam mit der Gemeinde Wilkau im Rahmen einer Gemeindegebietsreform zum Bestandteil der neu gegründeten Stadt Wilkau-Haßlau. In  Neuhaara leben und lebten nie mehr als 150 bis 200 Einwohner.

## Geographie
Geografisch liegt der Ort im Tal des Rödelbaches, der ein Zufluss der Zwickauer Mulde aus dem südlichen Landkreis Zwickau ist. Links und rechts des Rödelbachtales liegt Neuhaara in einer hügeligen, mit Wiesen und Waldecken bewachsenen Landschaft. Die Bebauung ist entlang der Staatsstraße S 277 (Kirchberger Straße) angeordnet und besteht neben wenigen Wohnhäusern aus einigen klein- und mittelständischen Handwerksbetrieben.
Koordinaten: 50° 39′ 56″ N, 12° 31′ 27″ O